# Auchenipterichthys longimanus
Auchenipterichthys longimanus es una especie de pez de la familia Auchenipteridae en el orden de los Siluriformes.

## Morfología
• Los machos pueden llegar alcanzar los 15 cm de longitud total.

## Hábitat
Es un pez de agua dulce y de clima tropical (20 °C-23 °C).

## Distribución geográfica
Se encuentran en Sudamérica: río capilar (Pará, Brasil ).